# Kod Golda
Kod Golda, znany także jako sekwencja Golda – rodzaj ciągu binarnego. Nazwany został nazwiskiem dr. Roberta Golda. Znalazł zastosowanie w telekomunikacji (rozpraszanie widma w CDMA) i w systemie nawigacji satelitarnej GPS.

## Tworzenie kodu
Do wytworzenia kodu Golda potrzebne są dwa m-ciągi o jednakowej długości (równej 2m − 1), takie, że ich korelacja wzajemna ma tylko trzy wartości. Działając operacją XOR jednym ciągiem na drugi w różnych fazach otrzymuje się zbiór 2m + 1 kodów Golda, każdy o okresie równym 2m − 1.
XOR dwóch kodów o maksymalnej długości z tego samego zbioru jest innym kodem o maksymalnej długości w pewnej fazie.
W każdym zbiorze około połowa kodów jest zbalansowana, tzn. ilość zer i jedynek w sekwencji różni się o dokładnie jeden.